# Place Quinze de Novembro (Florianópolis)
Pour les articles homonymes, voir place Quinze de Novembro.

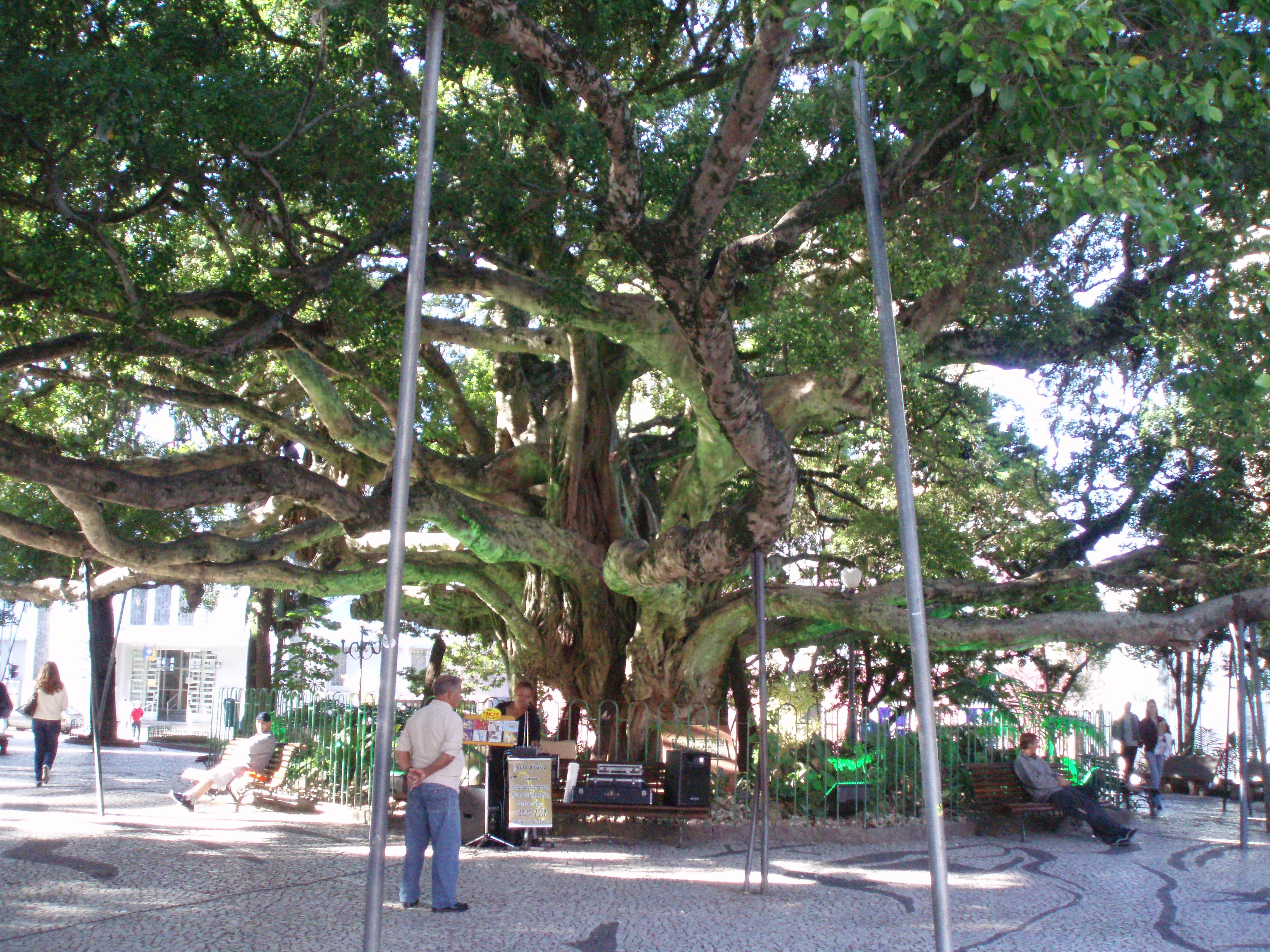
Le figuier centenaire au centre de la place.

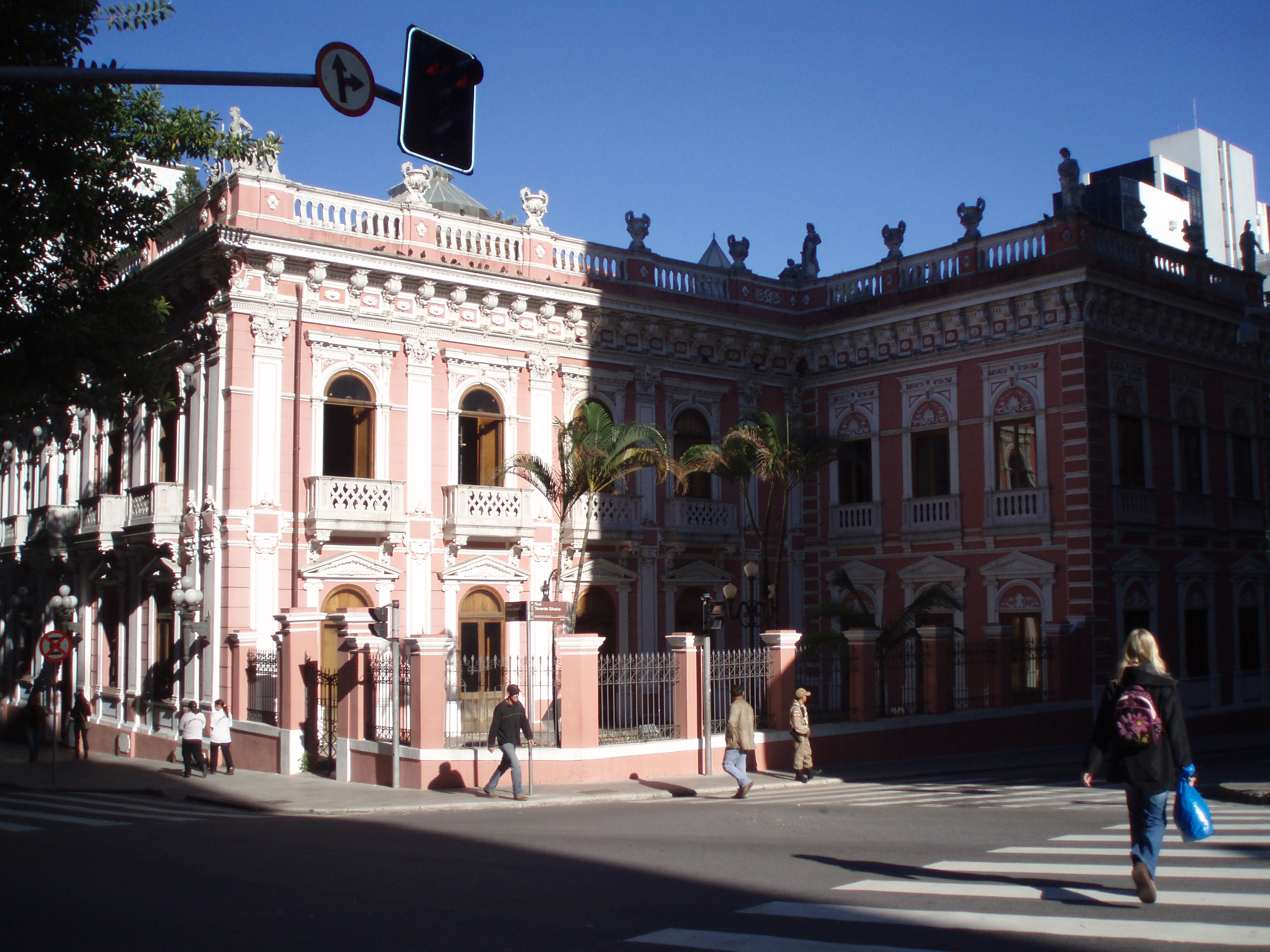
Palais Cruz e Sousa.

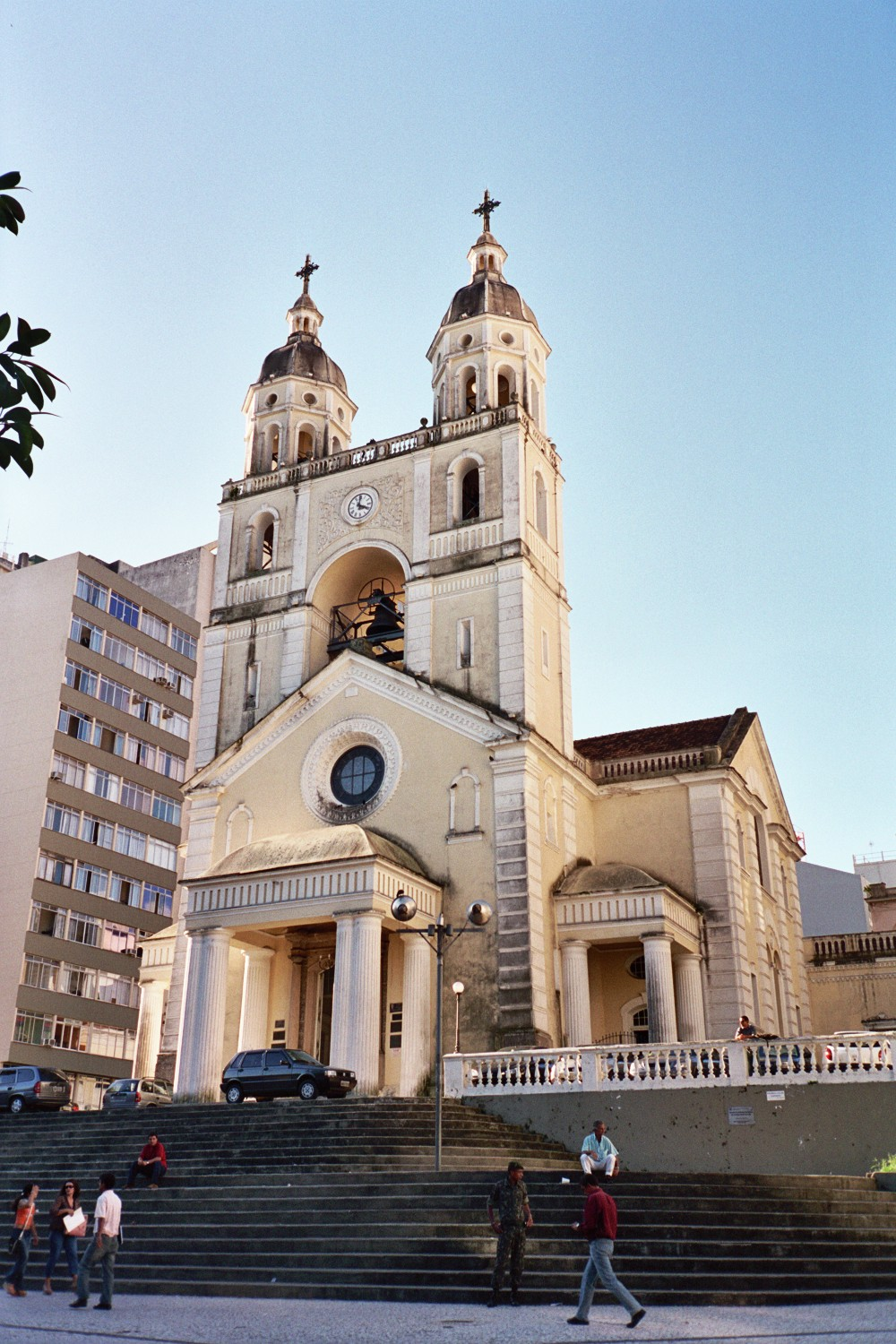
La cathédrale métropolitaine.

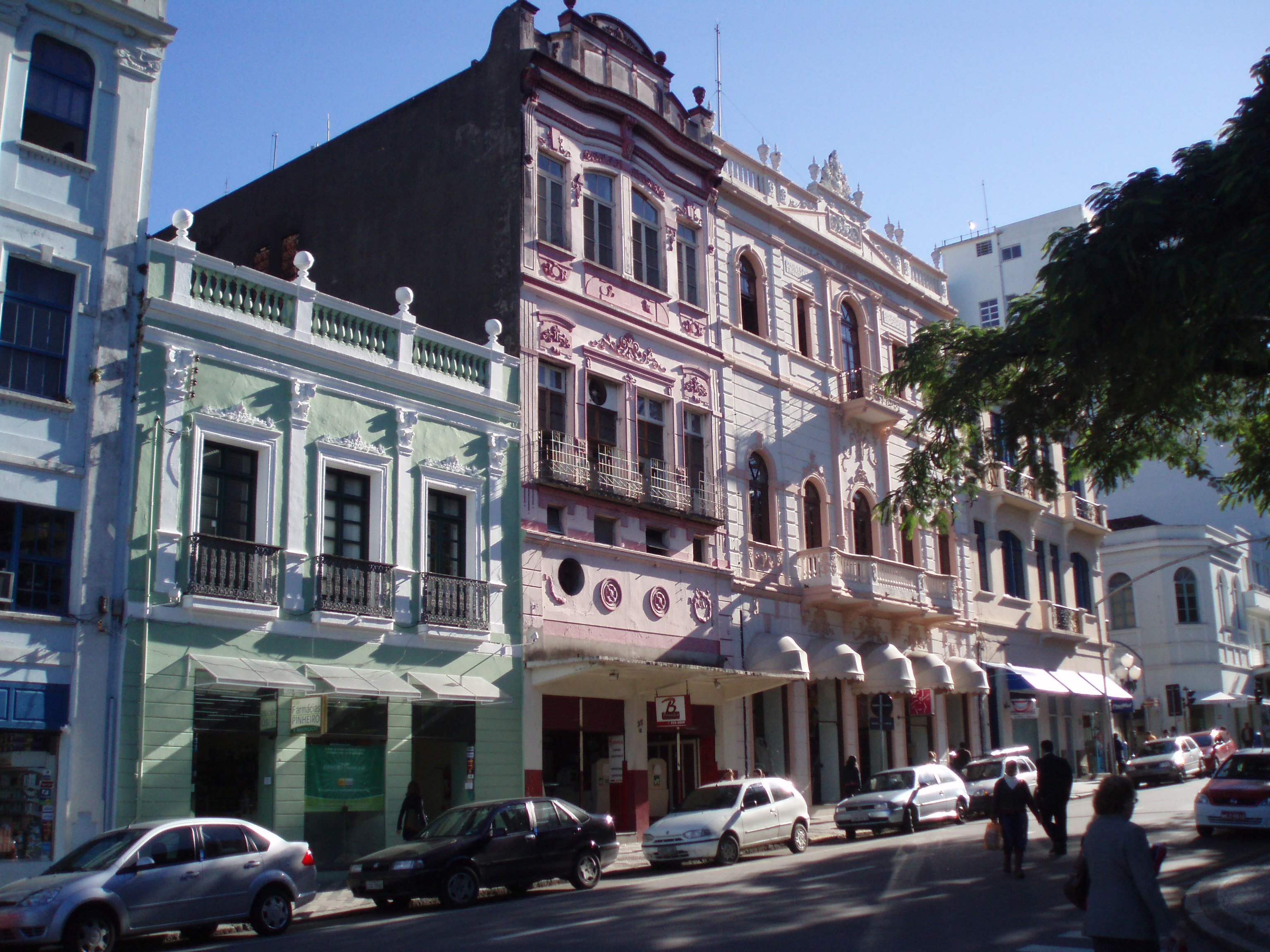
Maisons coloniales autour de la place.

La place Quinze de Novembro ou simplement place XV (praça Quinze de Novembro ou simplement praça XV en portugais) est la place principale du centre ville de Florianópolis, la capitale de l'État de Santa Catarina, au Brésil.
Elle est nommée ainsi en mémoire du 15 novembre 1889, date de la proclamation de la république au Brésil.
Elle se situe dans le centre historique de la ville, non loin bord de mer, à l'endroit où Francisco Dias Velho fonda la cité en 1662.
La place concentre les édifices historiques :
- maisons anciennes;
- palais Cruz e Sousa;
- cathédrale métropolitaine de Florianópolis.

Son centre est occupé par un figuier centenaire. On y trouve également un monument aux morts de la guerre du Paraguay et un autre en hommage aux citoyens célèbres de l'État de Santa Catarina :
- le poète João da Cruz e Sousa;
- le peintre Victor Meirelles;
- l'historien José Boiteux;
- le patron de presse et homme politique Jerônimo Coelho.